# جراجي
الغُراجي هم مجموعة عرقية إثيوبية تعدادها حسب الأحصاء السكاني الإثيوبي للعام 2007 يبلغ 1,867,377 نسمة أي ما يعادل 2.53% من مجموع سكان إثيوبيا، يقيم الغراجي في منطقة شبه جبلية خصبة جنوب - شرق إثيوبيا، 150 ميلاً جنوب أديس أبابا العاصمة، يحدها من جهة الشمال نهر أواش، ونهر غيبي من الجنوب الغربي وبحيرة زواي في الشرق. من خلال اللغات التي يتكلمونها يمكن تصنيف الغراجي إلى ثلاث مجموعات فرعية هي: الشمالية، الشرقية، والغربية، المجموعة الأكبر في المجموعة اللغوية الفرعية الشرقية والمعروفة أيضاً باسم السيلتي ومعظم أفرادها مسلمين، هذه المجموعة (السيلتي) ترفض أن يتم تصنيفها ضمن الغراجي وبذلت محاولات لتأسيس وحدة إدارية خاصة بها منفصلة عن الغراجي ضمن نظام الفيدرالية المؤسسة عرقياً الإثيوبي.